# Fyen Rundt
De Fyen Rundt is een wielerwedstrijd die jaarlijks wordt verreden op het  Deense eiland Funen. De Fyen Rundt wordt sinds 1894 georganiseerd en is daarmee een van de oudste wielerkoersen ter wereld die nog steeds wordt verreden. Het was een van de weinige wielerwedstrijden die tijdens de Tweede Wereldoorlog "gewoon" door ging.
Vanaf 1999 staat de koers op de kalenders van de UCI; sinds diens start in 2005 maakt zij deel uit van de UCI Europe Tour in de categorie van 1.2. Sinds 1999 werd de koers  in juni (1999, 2015-2018) of in augustus (2000-2010, 2019) of in mei (2020-2025)  verreden.
Bekende oud-winnaars zijn onder meer Asbjørn Kragh Andersen, Michael Mørkøv, Mads Pedersen en Alex Rasmussen.

## Lijst van winnaars

### Meervoudige winnaars
| Overwinningen | Renner              | Jaren                  |
| ------------- | ------------------- | ---------------------- |
| 4             | H.P. Larsen         | 1901, 1902, 1904, 1906 |
| 4             | Jacob Moe Rasmussen | 2002, 2003, 2004, 2005 |
| 3             | Arthur Johansen     | 1933, 1935, 1936       |
| 3             | Mads Pedersen       | 2016, 2018, 2022       |
| 2             | Knud Mortensen      | 1895, 1896             |
| 2             | Ernst Jensen        | 1905, 1907             |
| 2             | Carl Andreasen      | 1903, 1913             |
| 2             | Henry-Peter Hansen  | 1927, 1930             |
| 2             | Georg Sørensen      | 1939, 1943             |
| 2             | Christian Pedersen  | 1942, 1944             |
| 2             | Rudolf Rasmussen    | 1941, 1946             |
| 2             | Bendy Pedersen      | 1956, 1957             |
| 2             | Jens Peter Ilsøe    | 1962, 1963             |
| 2             | Johnny Knudsen      | 1966, 1967             |
| 2             | Verner Blaudzun     | 1968, 1969             |
| 2             | René Byrgesen       | 1981, 1982             |
| 2             | Benny Pedersen      | 1987, 1989             |
| 2             | Kim Marcussen       | 1992, 1993             |
| 2             | Nicolai Bo Larsen   | 1999, 2001             |

### Overwinningen per land
| Overwinningen | Land                   |
| ------------- | ---------------------- |
| 107           | Denemarken             |
| 3             | Noorwegen              |
| 2             | Zweden                 |
| 1             | België, Canada, Italië |